# 洛斯瓜約斯

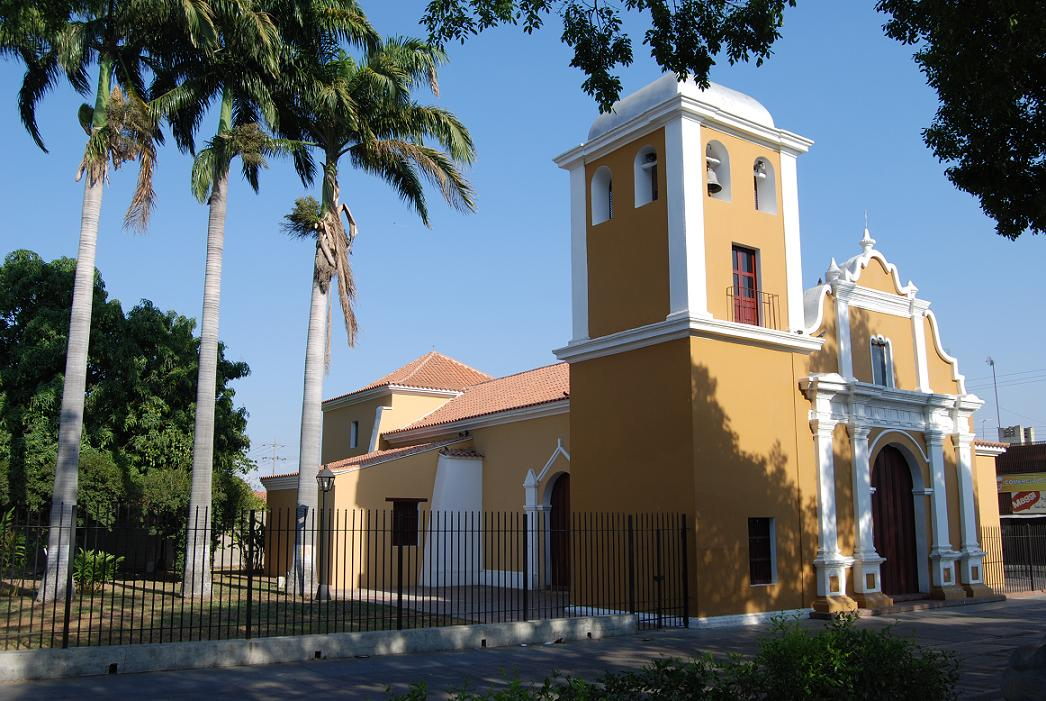

洛斯瓜約斯（西班牙語：Los Guayos），是委內瑞拉的城鎮，位於該國北部卡拉波波州，是洛斯瓜約斯市的首府，處於巴倫西亞湖西北面，始建於1694年，2011年人口179,568。